# Gustav Friedrich (Politiker, 1914)

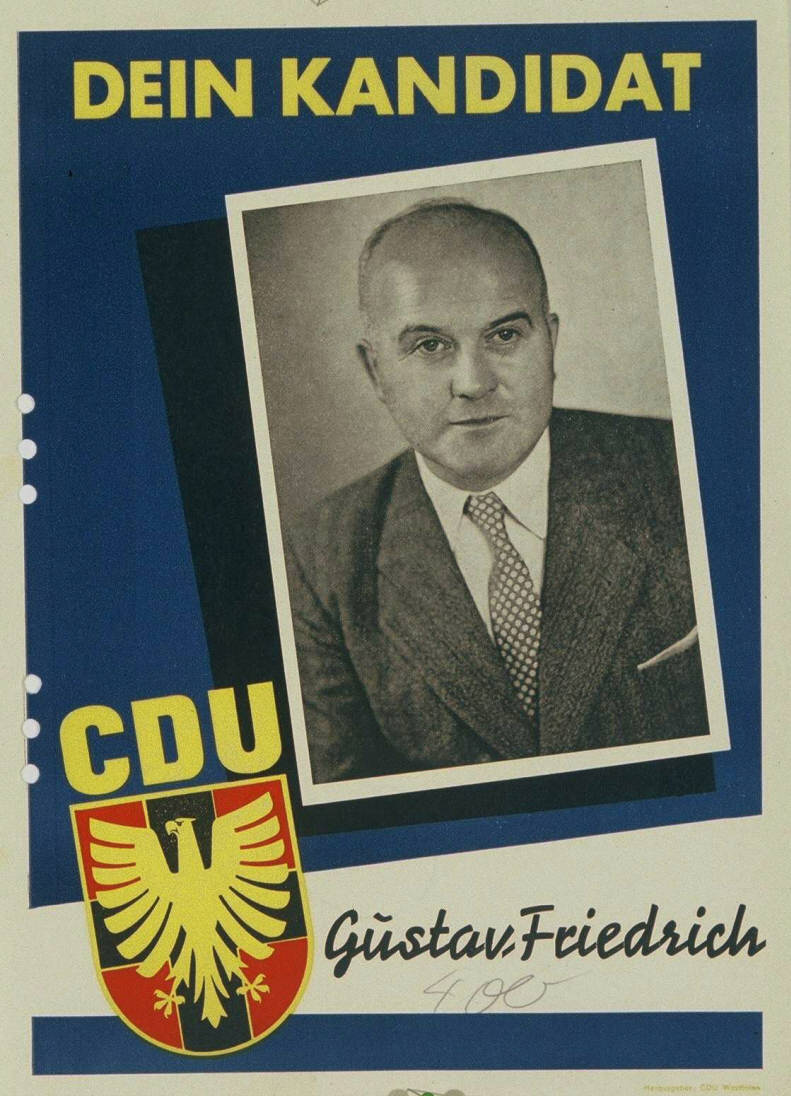
Gustav Friedrich auf einem Wahlplakat zur Bundestagswahl 1957

Gustav Friedrich (* 6. Dezember 1914 in Pivitsheide V. L.; † 14. Oktober 1980) war ein deutscher Politiker und Landtagsabgeordneter (CDU).

## Leben und Beruf
Nach dem Besuch der Volksschule und der Handelsschule absolvierte er eine Ausbildung in einem Rechtsanwaltsbüro und war danach in einer Anwaltskanzlei und als Justizangestellter sowie in der Landeskirchlichen Steuerverwaltung tätig. 1954 wurde er Geschäftsführer einer Wohnungs- und Siedlungsgenossenschaft.
Ab 1946 war Friedrich Mitglied der CDU. Er war in zahlreichen Gremien der Partei vertreten.

## Abgeordneter
Vom 23. Juli 1962 bis zum 27. Mai 1975 war Friedrich Mitglied des Landtags des Landes Nordrhein-Westfalen. Er wurde jeweils über die Landesliste seiner Partei gewählt. Er war Mitglied des Kreistages des Kreises Detmold und Mitglied des Rates der Stadt Detmold.